# Huia (Nouvelle-Zélande)
Huia est un village côtier situé à l’ouest de la cité de Waitakere, qui est elle-même une banlieue de la cité d’Auckland, située dans l’Île du Nord de la Nouvelle-Zélande.

## Situation
Le village forme une partie du parc régional de la chaîne de Waitakere.
Il est limité au nord par la chaîne de Waitakere, au nord-est par la ville de Woodlands Park, à l’est par la banlieue de Parau, au sud-est par le port de Manukau, qui s’étend au sud et jusqu’au sud-ouest, au niveau du cap de Manukau (en), à l’ouest par la banlieue de Little Huia.

## Population
La population était d’approximativement de 580 habitants lors du recensement de 2006.

## Toponymie
Huia était initialement connu sous le nom de Te Huia dans la mesure où le secteur est considéré comme ayant été nommé d’après le chef maori Te Huia qui vivait dans la baie et en était si épris, qu’il y resta toute sa vie ,.
La translation en anglais de The Huia était utilisé dans les années 1970, mais tout simplement le nom de « Huia » est maintenant retenu dans l’usage commun.

## Géographie
La majorité des maisons de Huia sont situées le long de Huia Road, qui s’étend en arc de cercle autour de la baie de Huia et se dresse au niveau de la pointe ouest en direction de Little Huia.
Le Huia Store, seul magasin et café local, a célébré son 120e anniversaire en 2006.
Huia est aussi desservie par une brigade de pompiers volontaires.
Sur la berge de la baie de Huia se trouve la Réserve de Huia où il y a des tables pour les pique-niques, un barbecue, une petite aire de jeux, un terrain de basket-ball et un half-pipe pour le skate.
Il siège tout près du barrage de Lower Huia Dam, Upper Huia Dam et de Karamatura Falls.
Le barrage de Upper Huia Dam a été ouvert en 1929 et celui de Lower Huia Dam a été ouvert en 1971.
Les deux réservoirs formés constituent une partie des moyens de fourniture en eau potable pour la ville d’Auckland et sont gérés par la société Watercare.
Le conseil d'Auckland fait fonctionner plusieurs types de logements dans le secteur, incluant le camping de Kiwanis Huia, Huia Lodge (qui comprend le bâtiment de l’ancienne école), Barr cottage (située sur le front de mer de Little Huia) et un camping connu à Barn Paddock dans la ferme de Karamatura.
Le Huia Settlers Museum est situé près de l’entrée du Parc Karamatura.
Le musée contient de nombreuses reliques de l’abattage et du broyage des Kauri ainsi que des artéfacts venant de l'épave du HMS Orpheus.
Il existe de nombreux chemins de randonnée dans la région de Huia et de nombreux campings dans la vallée de Karamatura.
Le point culminant dans la chaîne de Waitakere est le Te Toiokawharu (474 m), accessible via le Twin Peaks Track, fait partie de cette vallée.

## Éducation
L’école de Old Huia est intégrée au musée.
L’école ouvrit en 1894 et ferma en 1961 du fait du manque d’effectif.
C’est maintenant le Huia Lodge.
L’école secondaire locale publique est nommée Green Bay High School (en).